# Jüdischer Friedhof (Stadtoldendorf)

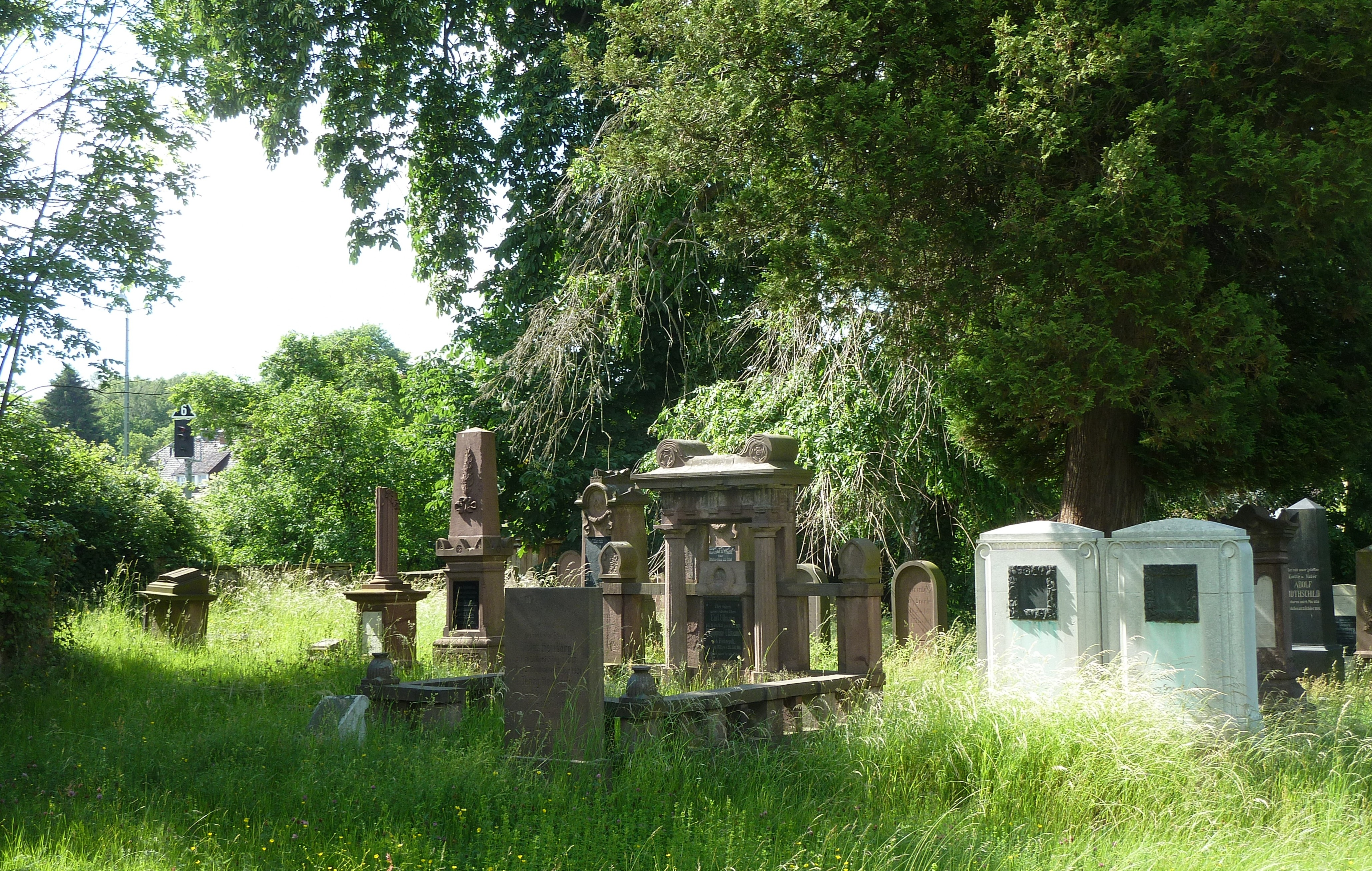
Jüdischer Friedhof in Stadtoldendorf

Der Jüdische Friedhof Stadtoldendorf ist ein jüdischer Friedhof in der niedersächsischen Stadt Stadtoldendorf (Samtgemeinde Eschershausen-Stadtoldendorf) im Landkreis Holzminden. Er ist ein geschütztes Kulturdenkmal.
Auf dem 959 m² großen Friedhof, der an der Deenser Straße liegt, befinden sich 51 Grabsteine.

## Geschichte
Der Friedhof wurde Mitte des 19. Jahrhunderts neu angelegt und bis 1936 belegt. Der älteste Grabstein ist auf das Jahr 1846 datiert. 
Unmittelbar nach Ende des Zweiten Weltkriegs wurde der Friedhof im Auftrag der Stadt wieder instand gesetzt. Die Kosten wurden von den drei bekannten Grabschändern eingefordert. 1953 ging der Friedhof in den Besitz der JTC und 1960 in den Besitz des Landesverbands über. Das Gelände wurde zeitweise von der Stadt bzw. einer Gärtnerei gepflegt. Es wurde mehrmals instand gesetzt.